# Don Sebastián, rey de Portugal
Don Sebastián, rey de Portugal (título original en francés, Dom Sébastien, Roi de Portugal) es una grand opéra en cinco actos con música de Gaetano Donizetti y libreto en francés de Eugène Scribe, basado en la obra de Paul Foucher Don Sébastien de Portugal (1838), una ficción histórica sobre el rey Sebastián de Portugal (1554-1578) y su malhadada expedición de 1578 a lo que hoy es Marruecos.  Se estrenó el 13 de noviembre de 1843 en la Salle Le Peletier de la Ópera de París. Esta fue la última ópera que Donizetti terminó antes de enloquecer como resultado de la sífilis.
En la época, Donizetti estaba intentando componer una ópera competitiva con óperas históricas similares por Daniel Auber, Fromental Halévy y Giacomo Meyerbeer. Una descripción crítica de la naturaleza de Dom Sébastien es "un funeral en cinco actos". Por contraste, Winton Dean ha descrito la principal característica de la ópera como "honestidad dramática intransigente" en sus comentarios en facetas inusualmente dramáticas de la obra. Mary Ann Smart ha preparado una edición crítica de la ópera en francés, que incluye apéndices con variates y añadidos que Donizetti hizo para una producción en alemán en Viena en 1845.
Esta ópera rara vez se representa en la actualidad; en las estadísticas de Operabase aparece con sólo 4 representaciones en el período 2005-2010. Está grabado en francés, pero también en italiano.

## Personajes
| Personaje | Tesitura     | Reparto del estreno, 13 de noviembre de 1843 (Director: - ) |
| --- | ------------ | ----------------------------------------------------------- |
| Dom Sébastien, rey de Portugal | tenor        | Gilbert Duprez                                              |
| Dom Antonio, su tío, regente del reino en su ausencia | tenor        | Jean-Baptiste Octave                                        |
| Dom Juam de Sylva, gran inquisidor | bajo         | Nicolas Levasseur                                           |
| Le Camoëns, solddo y poeta | barítono     | Paul Barroilhet                                             |
| Dom Henrique, teniente de Dom Sébastien | bajo         | Ferdinand Prévost                                           |
| Ben-Selim, gobernador de Fez | bajo         | Hippolyte Brémont                                           |
| Abayaldos, jefe de las tribus árabes, prometido de Zayda | barítono     | Jean-Étienne-Auguste Massol                                 |
| Zayda, hija de Ben-Selim | mezzosoprano | Rosine Stoltz                                               |
| Dom Luis | tenor        |                                                             |
| Soldado (bajo), Primer inquisidor (tenor), Segundo inquisidor (tenor), Tercer inquisidor (bajo)                                                                         |              |                                                             |
| Coro: Caballeros y damas y de la corte de Portugal, solddos y marineros portugueses, solddos y mujeres árabes, miembros de la Inquisición, hombres y mujeres del pueblo |              |                                                             |